# Veleiro

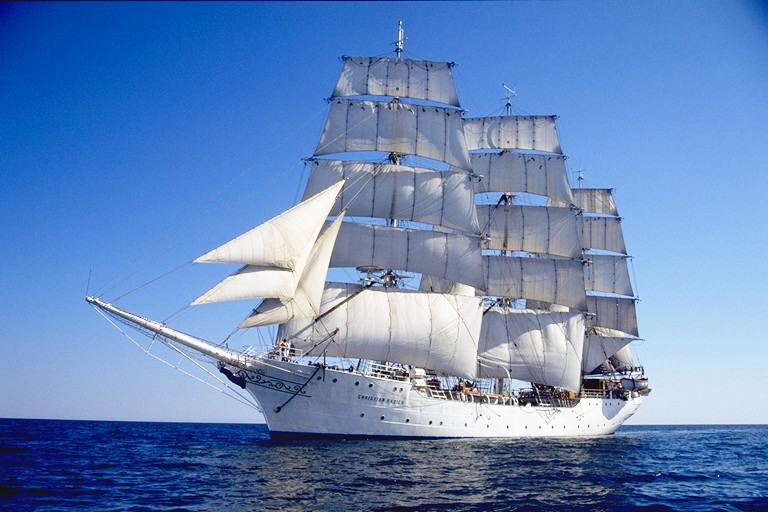
Um grande veleiro a todo o pano

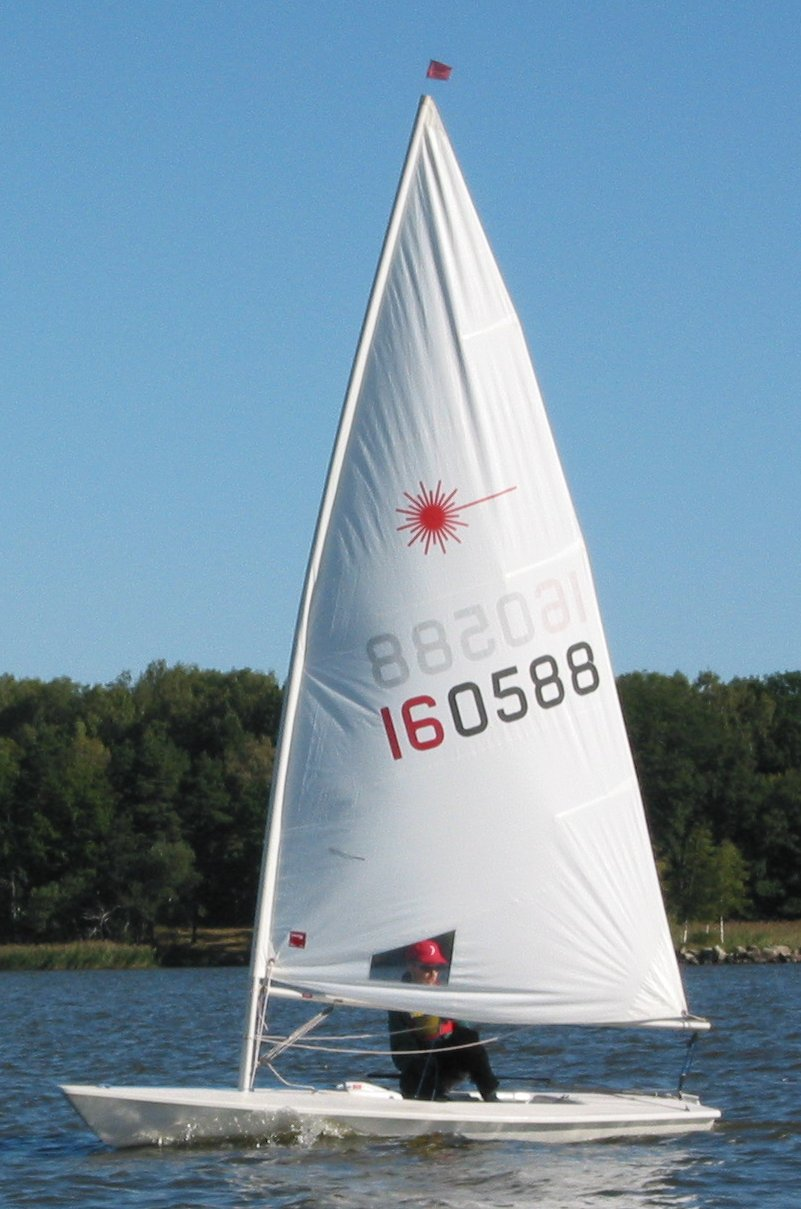
Um veleiro ligeiro - Laser

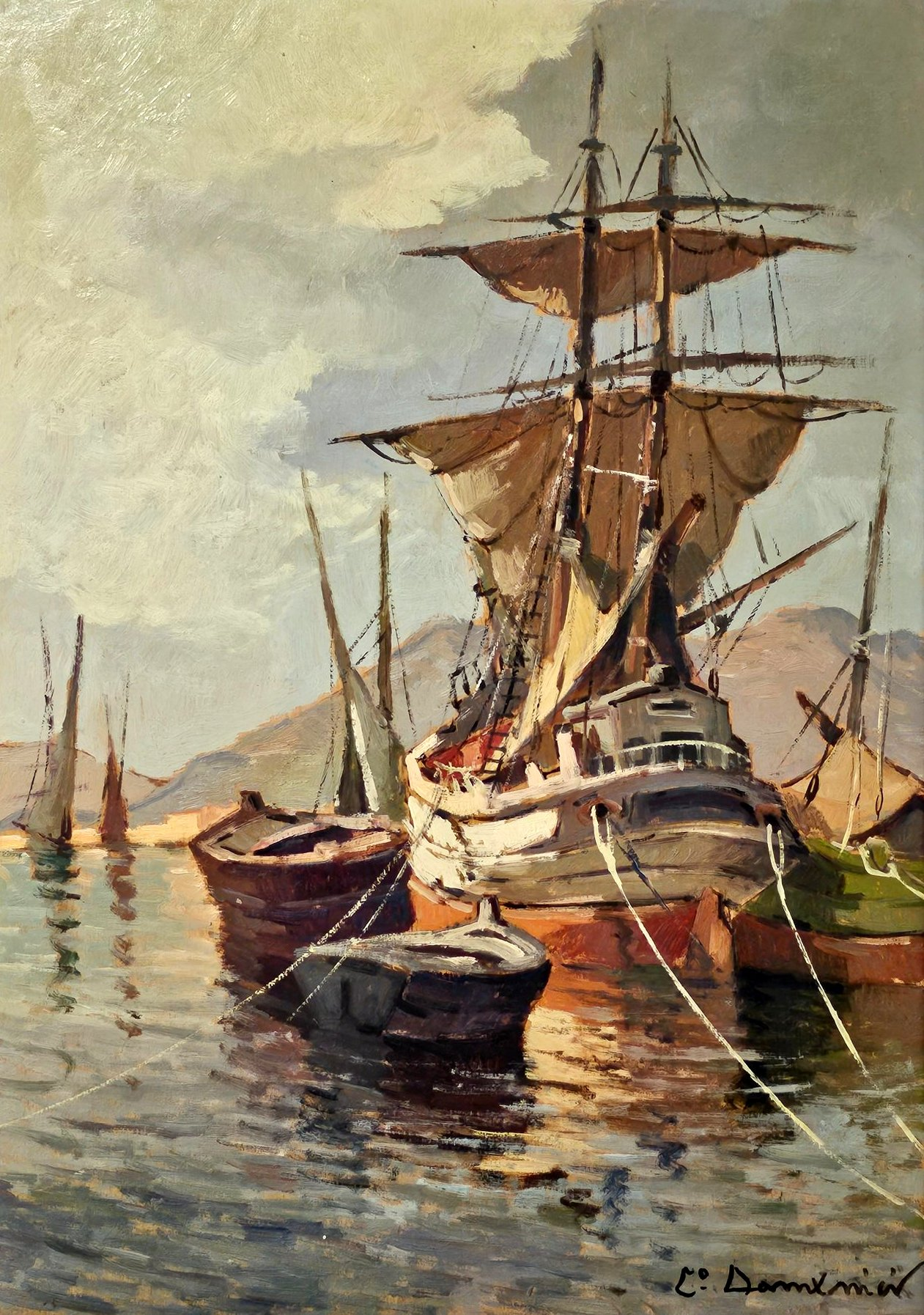
Veleiro de dois mastros (Pintura de Carlo Domenici, ca. 1940-1950)

Um veleiro é uma embarcação propelida por um velame, conjunto de velas  de tecido de corte e cálculo apropriado, apoiado em um ou mais mastros e controlados por um conjunto de cabos chamado cordoalha, todo esse sistema costuma denominar-se armadoria.
Possui também um patilhão  e um leme apropriado segundo sua armadoria, que impedem a deriva e forçam o conjunto avante em sua rota.

## Técnica
O veleiro é propelido pela sustentação dinâmica que o vento produz entre as duas faces da vela, como na asa de um avião. Adicionado ao trabalho da quilha, devidamente calculada segundo sua armadoria, que evita a deriva, faz a embarcação obedecer ao comando de seu comandante. É por isso que consegue navegar quase contra o vento (até 45 graus) e não apenas com vento a favor, e a navegação é mais produtiva no vento de través que no de popa.

## História
De invenção que se perde no tempo. Há notícias das primeiras embarcações a vela nas redondezas do Mar Mediterrâneo, com gregos e depois os romanos utilizando barcos que aproveitavam mais o vento a favor, com velas ainda não desenvolvidas. A vela chamada latina, com um corte quase em forma de triangulo e manobrável, foi utilizada em barcos pesqueiros ao fim da Idade Média, pelos genoveses em seu comércio com Bizâncio, passando pelos viquingues, que aperfeiçoaram o sistema de quilha e vela, utilizando-se tanto da forma de vela quadrada como de vela em forma de triangulo, utilizando-as de conformidade com o mar enfrentado, e finalmente com os navegadores ibéricos, que realizaram os grandes Descobrimentos em suas caravelas.
Com seu apogeu no início do século XIX, quando os grandes clippers eram os reis dos mares, foram superados como meio de transporte pelo barco a vapor, mas sobreviveram como barco de lazer e esporte.
Os veleiros mais velozes  são os multicascos, também conhecidos como catamarãs.
Existiram  vários tipos de veleiros, maiores como os Clippers e Cutters, ou mais lentos mas mais armados, como por exemplo o Victoria, navio almirante de Nelson.

## Tipo de veleiros
Classificados segundo o número majoritário do tipo de vela que utilizam como é o caso da Barca.

### Tipo latino
Assim chamados porque usavam a vela latina, triangular

Chalupa
Cúter
Iole ou Yaw
Ketch

### Tipo redondo ou quadrado
Assim chamados porque usam a vela redonda ou quadrada

Barca
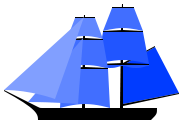
Brigue
Galera

### Outros tipos
- Barca
- Bergantim
- Caravela
- Clipper
- Escuna
- Fragata
- Galé
- Galeão
- Iate
- Lugre
- Nau
- Naveta
- Palhabote
- Patacho
- Pinaça

## Designação
Não há uma distinção oficial entre os pequenos veleiros, mas de uma maneira geral o chamado veleiro ligeiro ou barco à/a vela é aquele que possui um patilhão em madeira ou plástico que se pode levantar como no 420, Dingue, Laser, etc.
Aqueles já equipados de cabine, com acomodações interiores, com patilhão em aço e um comprimento máximo - Length Over All (LOA) - a partir dos 6 m (20 ft) de comprimento, são mais conhecidos como barcos de cruzeiro/de oceano ou cabinado e para os ainda maiores, iates.